# Dendrophyllia futojiku
Dendrophyllia futojiku är en korallart som beskrevs av Ogawa och Takahashi 2000. Dendrophyllia futojiku ingår i släktet Dendrophyllia och familjen Dendrophylliidae. Inga underarter finns listade i Catalogue of Life.